# La Roda Club de Fútbol
La Roda Club de Fútbol  è una società calcistica con sede a La Roda, nella regione di Castiglia-La Mancia, in Spagna. 
Gioca nella Segunda División B, la terza serie del campionato spagnolo.
Fondata nel 1999, gioca le partite interne nell'Estadio Municipal de Deportes, con capienza di 3.000 posti.

## Tornei nazionali
- 2ª División: 0 stagioni
- 2ª División B: 2 stagioni
- 3ª División: 10 stagioni

## Stagioni
| Stagione | Categoria | Posizione |
| -------- | --------- | --------- |
| 1999/00  | 1ª Aut.   | —         |
| 2000/01  | 1ª Aut.   | —         |
| 2001/02  | 3ª        | 10°       |
| 2002/03  | 3ª        | 9°        |
| 2003/04  | 3ª        | 4°        |
| 2004/05  | 3ª        | 6°        |
| 2005/06  | 3ª        | 11°       |
| 2006/07  | 3ª        | 5°        |
| 2007/08  | 3ª        | 11°       |
| 2008/09  | 3ª        | 14°       |
| 2009/10  | 3ª        | 1°        |
| 2010/11  | 3ª        | 3°        |
| 2011/12  | 2ªB       | 9°        |
| 2012/13  | 2ªB       |           |

## Rosa Attuale
| N. |                   | Ruolo | Calciatore |
| -- | ----------------- | ----- | ---------- |
|    | Spagna (bandiera) | A     | Jesús Tato |

| N. |  | Ruolo | Calciatore |
| -- |  | ----- | ---------- |

## Palmarès

### Competizioni nazionali
- Tercera División: 1

2009-2010

### Altri piazzamenti
- Tercera División:

Terzo posto: 2010-2011